# Plectrocnemia sinualis
Plectrocnemia sinualis är en nattsländeart som beskrevs av Wang, Yang in Yang, Wang och Charles William Leng 1997. Plectrocnemia sinualis ingår i släktet Plectrocnemia och familjen fångstnätnattsländor. Inga underarter finns listade i Catalogue of Life.